# Östergötlands runinskrifter 17
Östergötlands runinskrifter 17 är en nu försvunnen vikingatida runsten som funnits i Kuddby kyrka, Kuddby socken och Norrköpings kommun.

## Inskriften
Translitterering av runraden:
[:+: ufraþr : kuþulfʀ auk : i... ... ... eftiʀ : sig:biarn : faþur : sin : kuþ]
Normalisering till runsvenska:
Ofraðr, Guðulfʀ ok ... ... ... æftiʀ Sigbiorn, faður sinn goðan(?).
Översättning till nusvenska:
Ovrad, Gudulv och N.N. (reste denna sten) efter Sigbiarn, sin fader god.